# Chrysobothris neopusilla
Chrysobothris neopusilla es una especie de escarabajo del género Chrysobothris, familia Buprestidae. Fue descrita científicamente por Fisher en 1942.
Mide entre 6-8 mm.